# اخراجی‌ها ۳
اخراجی‌ها ۳، فیلمی ایرانی به کارگردانی، نویسندگی و تهیه‌کنندگی مسعود ده‌نمکی است که در سال ۱۳۸۹ منتشر شد. این فیلم، آخرین قسمت از سه‌گانه اخراجی‌ها است که در ۱۹ اسفند ۱۳۸۹ در تالار بزرگ کشور، اکران خصوصی و در ۲۶ اسفند ۱۳۸۹، اکران عمومی شد. این قسمت به مسائل و مشکلات اخراجی‌ها پس از جنگ و جامعه امروز، می‌پردازد. تمام صحنه‌های مربوط به فیلم در فضای شهری و در تهران، مقابل دوربین، رفته است. این فیلم مانند اخراجی‌ها و اخراجی‌ها ۲ از مضمون جنگ ایران و عراق و روایتی طنز، برخوردار است و به نوعی نتیجهٔ قصهٔ این سه‌گانه در این فیلم، بیشتر نمود پیدا می‌کند. در این فیلم علاوه بر اشاره به انتخابات دهم ریاست جمهوری ایران، به مناظره‌های انتخابات، اشاره‌ای کنایه‌آمیز شده است. این فیلم، قرار بود در بخش مسابقه بیست و نهمین جشنواره فیلم فجر حضور یابد ولی به علت نرسیدن نسخه ۳۵ میلی‌متری به هیئت داوری در زمان تعیین شده، از بخش مسابقه، خارج شد.
این فیلم با فروش ۴٫۷ میلیارد تومانی در داخل ایران، پرفروش‌ترین و پرمخاطب‌ترین فیلم سال ۱۳۹۰ بود.

## داستان فیلم
اخراجی‌ها ۳ یک نگاه منتقدانه به مناسبات سیاسی و اجتماعی بعد از جنگ دارد که با زبان طنز بیان می‌شود.

## روند ساخت
فیلمبرداری این فیلم از تاریخ ۱۰ آذر ۱۳۸۹ آغاز شد و در ۲۷ دی ۱۳۸۹ به پایان رسید که بیش از ۴۰ بازیگر مطرح در آن ایفای نقش کردند. در طی ۴۵ جلسه فیلمبرداری بیش از ۲هزار هنرور در سکانس‌های مختلف مقابل دوربین قرار گرفتند. موسیقی فیلم توسط بهنام ابطحی ساخته شده و بهنام صفوی نماهنگ فیلم را با شعری از محمدحسین جعفریان خوانده است. ایمان امیدواری طراح گریم فیلم را بر عهده دارد.
در ۱۳ آذر ۱۳۸۹ عوامل سازنده فیلم برای فیلمبرداری از یکی از صحنه‌های این فیلم اقدام به بستن تونل رسالت کردند و همین امر باعث به وجود آمدن ترافیک سنگین در ساعات اولیه صبح شد. در ۲۱ دی ۱۳۸۹ یکی از هنروران فیلم نام ابراهیم مسعودی در حالی که گروه مشغول صرف ناهار بودند بر اثر بی احتیاطی از طبقه دوم ساختمانی سقوط کرد و درگذشت. لیدرهای طرفداران دو باشگاه پرسپولیس و استقلال سکانسهای تظاهرات‌های خیابانی این فیلم را ساماندهی می‌کردند.

## حمایت‌های حکومت جمهوری اسلامی ایران
خبرگزاری مهر در گزارشی عنوان کرد که اخراجی‌ها ۳ برای رکورد شکستن از حمایت تلویزیون و نهادها برخوردار است. پخش  اخراجی‌ها  و اخراجی‌ها ۲ از تلویزیون در نوروز و حضور ده‌نمکی هم‌زمان با تحویل سال نو از اقدامات تبلیغاتی برای این فیلم بود. اختصاص بلیت رایگان فیلم اخراجی‌ها به عنوان هدیه نوروزی در بعضی مراکز نظامی و فرهنگی از دیگر اقدامات حکومت جمهوری اسلامی ایران به سود این فیلم بود.
تهمینه میلانی کارگردان سینمای ایران در یادداشتی عنوان کرد که پیش از عید سال ۱۳۹۰ قرار بوده در نخستین برنامه هفت تلویزیون در سال جدید حضور داشته باشد تا این که یک روز پیش از تاریخ وعده داده شده، فریدون جیرانی کارگردان برنامه هفت به او اطلاع می‌دهد که مسوولان تلویزیون مسعود ده‌نمکی را جایگزین او کرده‌اند. میلانی می‌گوید همه تیزرهای سینمایی و زیرنویس‌های تلویزیون به این فیلم اختصاص داده شده است، اما انگار این تبلیغات کافی نبوده است و تلاش شده تا کارگردان اخراجی‌ها ۳ در برنامه زنده هفت جایگزین من شود و برای فیلم خود تبلیغ کند.

## اعتراض به عدم رعایت حق تألیف
فیلم اخراجی‌ها با سه اعتراض در مورد نقض حق تألیف روبرو شد. محمدحسین جعفریان عنوان کرد که ده‌نمکی بدون اجازه شعری از او را که متعلق به بیست سال پیش است را در اخراجی‌ها ۳ استفاده کرده است. همچنین خبرها و عکس‌هایی منتشر شد که بیانگر کپی‌برداری پوستر فیلم اخراجی‌ها از اثر دیگری است. از سویی دیگر حمید طالب‌زاده در مصاحبه‌ای عنوان کرده که از ترانه «همه چی آرومه» با اجرای او (ترانه ای از مریم اسدی) نیز بدون کسب اجازه در فیلم اخراجی‌ها استفاده شده است.

## بازیگران
بسیاری از بازیگران نام آشنای ایران در این مجموعه ایفای نقش کرده‌اند. سید جواد هاشمی در نقش یک کاندیدای انتخابات ریاست جمهوری (محمود احمدی‌نژاد) بازی کرد. تینا پاکروان به عنوان مدیر تولید و محمدرضا شریفی‌نیا یکی از بازیگران نقش‌های اصلی فیلم است.
| بازیگر           | نقش                 | توضیحات                                       |
| ---------------- | ------------------- | --------------------------------------------- |
| محمدرضا شریفی‌نیا | حاج صالح محبی       | رقیب اکبر دباغ در انتخابات ریاست جمهوری       |
| رضا رویگری       | اکبر دباغ           | مردی به‌ظاهر مدرن، نامزد انتخابات ریاست جمهوری |
| بهنوش بختیاری    | صدیقه               | همسر دباغ                                     |
| لیلا اوتادی      | مشاور حاج صالح محبی | مشاور حاج صالح محبی                           |
| سید جواد هاشمی   | سید مرتضی           | نامزد انتخابات ریاست جمهوری (محمود احمدی‌نژاد) |
| نیما شاهرخ‌شاهی   | نور الدین (هوشنگ)   | پسر حاج صالح محبی.                            |
| اکبر عبدی        | بایرام لودر         | بوقچی حاجی محبی                               |
| امین حیایی       | بیژن بزغاله         | بوقچی حاجی محبی                               |
| ابوالفضل همراه   | عباس                | مشاور و دستیار حاجی محبی                      |
| رز رضوی          | ایران               | دختر حاجی رسولی                               |

## بازتاب‌ها
- مسعود ده نمکی در واکنش به بازتاب‌های ساخت این فیلم گفت:[۲۶] اما این بار در اخراجی‌های سه با زبان طنز و کنایه با همه کار داریم. از چپ گرفته تا راست - گروه فشار گرفته تا گروه‌های تحت فشار. از خودمان تا خودتان.
- رضا رویگری اخبار منتشر شده در برخی رسانه‌ها مبنی بر اینکه قرار است نقش میرحسین موسوی؛ به عنوان یکی از کاندیدهای ریاست جمهوری را بازی کند، تکذیب کرد.[۴۷]
- بهنوش بختیاری بازیگر فیلم ضمن گلایه از برخی برخوردها و واکنش‌ها به خاطر بازی در این فیلم عنوان کرد که یکی از دوستانش که با او دوستی ده ساله‌ای داشته به خاطر بازی در این فیلم با او قهر کرده و قطع ارتباط نموده است.[۴۸]
- عادل فردوسی‌پور در برنامه نود در جمله‌ای گفت که اخراجی‌ها اصلاً فیلم خنده‌داری نیست. ده نمکی درواکنش به سخنان فردوسی‌پور گفت: زیاد تمایل ندارم در خصوص این مسئله اظهارنظر کنم اما برای من و علاقه‌مندان اخراجی‌ها اصلاً مهم نیست که عادل فردوسی‌پور در برنامه نود چه چیزی گفته است، فردوسی‌پور عددی نیست که بخواهد دربارهٔ اخراجی‌ها حرفی بزند.[۴۹]
- وبگاه فارسی بی‌بی‌سی نوشت:[۵۰] مسعود ده نمکی در قسمت سوم اخراجی‌ها، رویدادهای مربوط به انتخابات ریاست جمهوری سال ۸۸ ایران را به هجو کشیده است. داستان فیلم دربارهٔ سه کاندیدای رئیس‌جمهوری با گرایش‌های سیاسی مختلف است که هر کدام با رنگ مشخصی معرفی می‌شوند و گروه‌های سیاسی موجود در صحنه سیاست ایران، از اصولگراها تا اصلاح طلبان را نمایندگی می‌کنند.

نسخه کپی این فیلم در زمانی که فیلم هنوز روی پرده‌های سینما بود به بازار آمد. این اقدام انتقاد ده‌نمکی و برخی فعالان حوزه فرهنگ را به همراه داشت.